# Law & Order

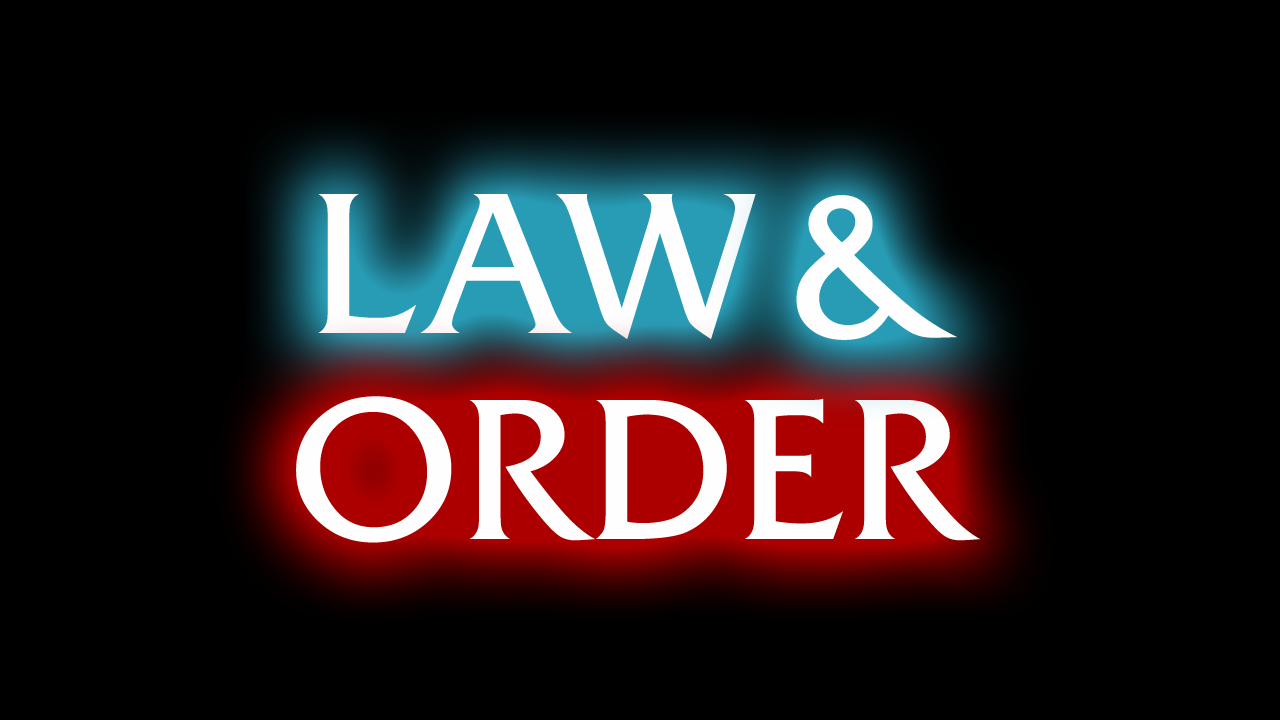
Logo del franchise

Law & Order è un media franchise creato da Dick Wolf per la NBC Universal e formato da varie serie televisive poliziesco-giudiziarie e un film per la televisione, trasmessi sul network NBC dal 13 settembre 1990. Il franchise Law & Order nel tempo ha ispirato anche una serie di adattamenti televisivi stranieri, un docu-reality e videogiochi ufficiali, oltre a generare una serie di crossover con altre serie tv statunitensi.

## Descrizione
Alcuni elementi fittizi e location sono stati condivisi con altre serie. Costituiscono degli esempi il quotidiano locale New York Ledger e la Hudson University, usata come ambientazione anche in Castle - Detective tra le righe. Inoltre, molti attori non protagonisti, come alcuni vice-procuratori, psicologi e medici legali sono stati condivisi tra più serie del franchise o riutilizzati nella stessa serie per ruoli diversi. Ad esempio, l'attrice Diane Neal, prima di interpretare il sostituto procuratore in Law & Order - Unità vittime speciali, aveva già impersonato il ruolo di una stupratrice nella stessa serie, mentre Annabella Sciorra aveva interpretato un avvocato penalista in Law & Order - Il verdetto prima di impersonare il ruolo del partner del detective Mike Logan, Chris Noth, in Law & Order: Criminal Intent, così come Jerry Orbach aveva interpretato un avvocato nella serie madre prima di impersonare il ruolo del detective Lennie Briscoe e S. Epatha Merkerson era apparsa in un episodio nella prima serie prima di impersonare il ruolo del Tenente Anita Van Buren. Anche Ice-T, prima di entrare nel cast regolare di Law & Order - Unità vittime speciali aveva avuto un ruolo diverso nel film per la televisione Omicidio a Manhattan e Anthony Anderson interpretò prima il detective Lucius Blaine in Law & Order - Unità vittime speciali e poi il ruolo del detective Kevin Bernard in Law & Order - I due volti della giustizia.
Tutte le serie sono ambientate nella stessa città, New York, eccetto Law & Order: LA, ambientato a Los Angeles. Le serie differiscono tra di loro principalmente per il genere di storie trattate, ma in linea generale hanno stili, musiche e trame molto simili. Ogni serie racconta in ogni episodio un caso poliziesco e segue da una parte l'attività investigativa attuata da una squadra di detective e dall'altra l'aspetto giudiziario con l'iniziativa processuale condotta dalla procura distrettuale. La voce che si sente prima delle scene iniziali di ogni episodio, è quella di Steven Zirnkilton.
In Italia, le serie sono trasmesse dal 2 novembre 1993 da varie emittenti, sia in chiaro che a pagamento.

## Serie televisive
- Law & Order - I due volti della giustizia (Law & Order, 1990-2010, 2022-in produzione)
- Law & Order - Unità vittime speciali (Law & Order: Special Victims Unit, 1999-in produzione)
- Law & Order: Criminal Intent (2001-2011)
- Law & Order - Il verdetto (Law & Order: Trial by Jury, 2005-2006)
- Conviction[1] (2006)
- Law & Order: LA (2010-2011)
- Law & Order True Crime (2017)
- Law & Order: Organized Crime (2021-in produzione)

### Adattamenti televisivi
- Law & Order Criminal Intent: Parigi (Paris enquêtes criminelles) (Francia, 2007-2008): basata sugli episodi originali di Law & Order: Criminal Intent
- Law & Order: Division of Field Investigation (Russia, 2007-2011): basata sugli episodi originali di Law & Order - Unità vittime speciali
- Law & Order: UK (Regno Unito, 2009-2014): basata sugli episodi originali di Law & Order - I due volti della giustizia

## Film per la televisione
Nel 1998 è stato trasmesso sulla NBC il film per la televisione Omicidio a Manhattan (Exiled), che racconta di come il detective Mike Logan, interpretato da Chris Noth, dopo essere stato vittima di un incidente e aver trascorso tre anni nel distretto di Staten Island, ritorna nel New York City Police Department, dove come primo caso si occupa dell'assassinio di una prostituta, trovata uccisa nelle acque del porto. Nel cast del film sono presenti anche Dabney Coleman, Dana Eskelson, John Fiore, Dann Florek, Paul Guilfoyle, Ice-T, Costas Mandylor, Tony Musante, Nicole Ari Parker, Benjamin Bratt, S. Epatha Merkerson, Jerry Orbach e Sam Waterston.

## Il reality mancato
Nel 2015 era stata annunciata anche la produzione di un docu-reality interattivo, Law & Order: You the Jury, un programma televisivo che avrebbe dovuto raccontare il processo di casi giudiziari reali, con i telespettatori invitati a votare sulla veridicità di quanto riportato dai testimoni e sull'esito stesso del procedimento. Il programma non venne poi realizzato per la NBC, ma due anni più tardi un programma dal nome e format simile (You The Jury) vide luce nel palinsesto della Fox.

## Videogiochi
Il 24 settembre 2002 è stato pubblicato il primo videogioco: Law & Order: Dead on the Money.
Negli anni successivi sono stati pubblicati anche Law & Order: Double or Nothing, Law & Order: Justice is Served, Law & Order: Criminal Intent e Law & Order: Legacies.

## Opere correlate
Il franchise Law & Order ha molti legami con Homicide, creata da Paul Attanasio. La serie ha condiviso con Law & Order - I due volti della giustizia vari personaggi e crossover.
Alcuni personaggi della serie madre sono apparsi anche nella serie co-creata da Dick Wolf New York Undercover.
La serie andata in onda nel 2000 Deadline, anch'essa creata da Dick Wolf, segue invece le vicende del quotidiano New York Ledger, che appare in molti episodi de I due volti della giustizia.
Inoltre, tra il 2002 e il 2004 Dick Wolf ha prodotto il reality/documentario Crime & Punishment, che ha raccontato casi polizieschi seguendo lo stile di Law & Order.
Nel 2008 si è anche realizzato un crossover con la serie In Plain Sight - Protezione testimoni.